# Woldemar von Seidlitz
Woldemar von Seidlitz (* 1. Juni 1850 in Sankt Petersburg; † 12. Januar 1922 in Dresden) war ein deutscher Kunsthistoriker.

## Leben

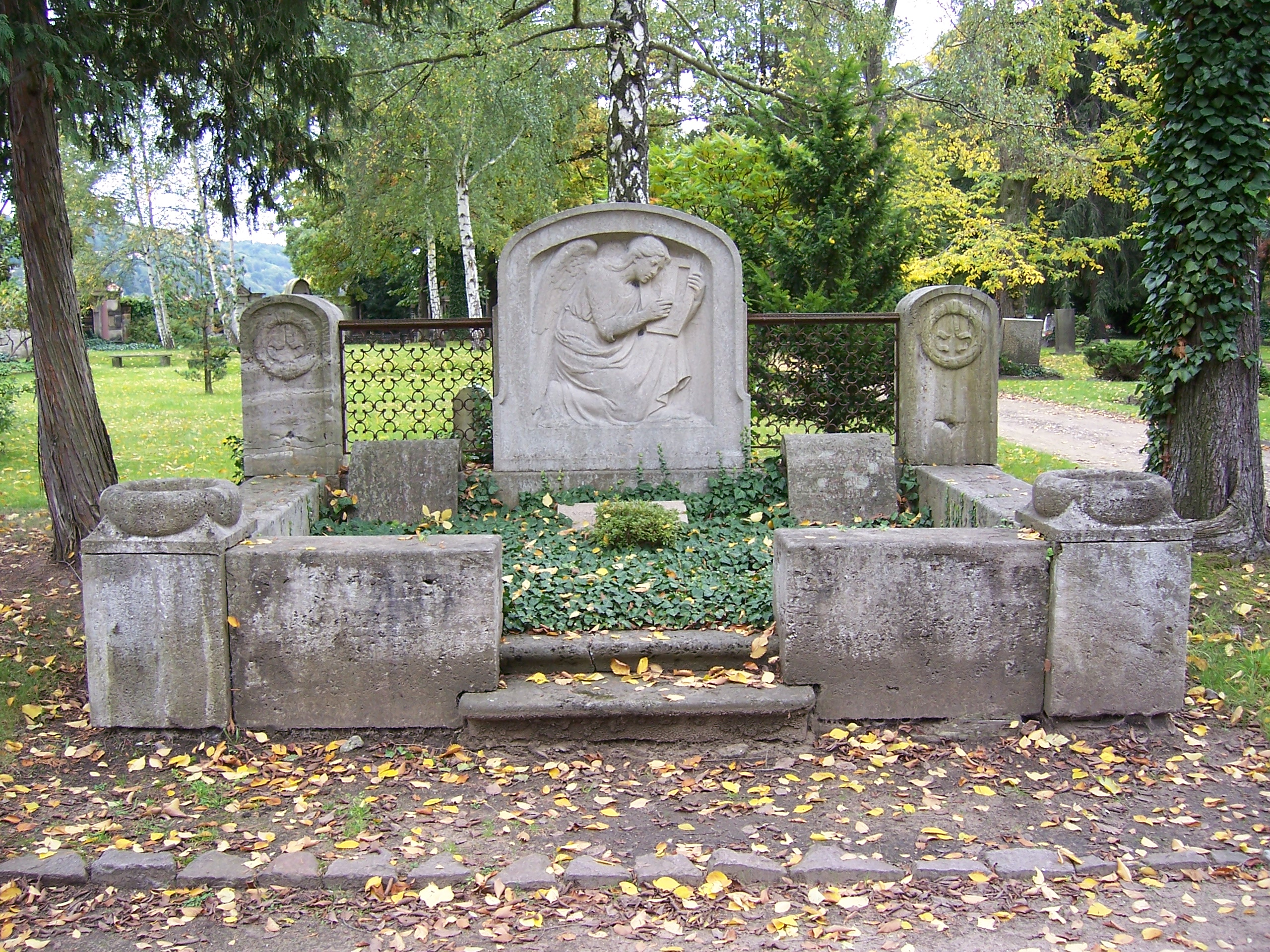
Grab von Woldemar von Seidlitz auf dem Johannisfriedhof in Dresden

Von Seidlitz studierte Nationalökonomie an der Kaiserlichen Universität Dorpat und in Heidelberg, wo er auch promovierte. Er ging anschließend nach Leipzig und studierte unter anderem bei Kunsthistoriker Anton Springer Kunstgeschichte. Nach einem einjährigen Italienaufenthalt ging von Seidlitz nach 1878 nach Berlin und arbeitete von 1879 bis 1884 als Direktionsassistent am Kupferstichkabinett der Königlichen Museen. Ab 1884 lebte Seidlitz in Dresden und war bis 1919 vortragender Rat in der Generaldirektion der Königlichen Sammlungen Dresden, eine Funktion, die der des Generaldirektors glich. Als Vertreter des Staatsministers wurde er so der höchste Museumsbeamte Sachsens.

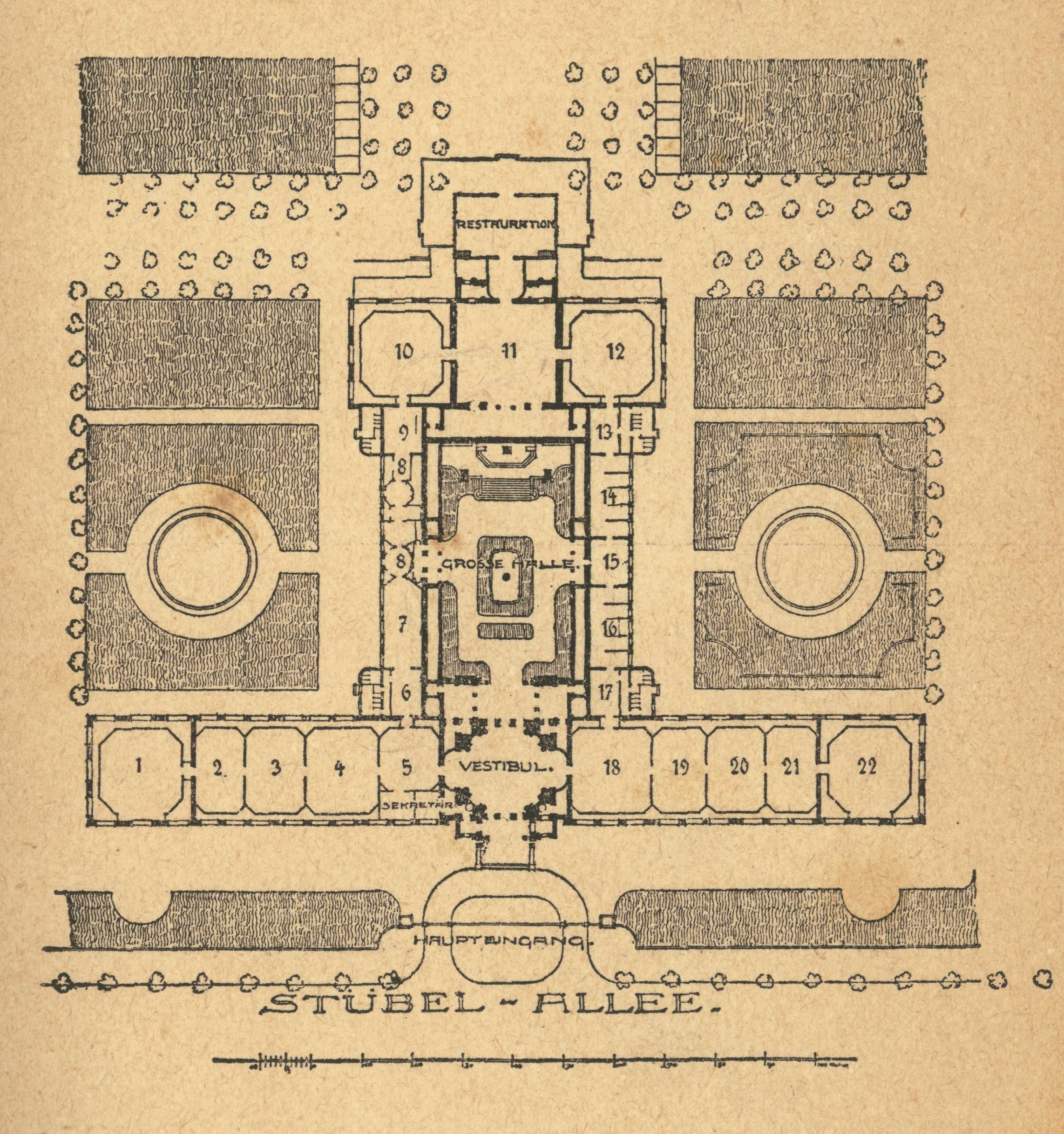
Grundriss des Ausstellungspalast Dresden

Wenige Wochen nach der Eröffnung der skandalumwitterten Ausstellung von Siegfried Bing in seiner Galerie mit dem Namen Hôtel de l’Art Nouveau, erschien in Paris eine Delegation aus Dresden, an deren Spitze der Generaldirektor der Dresdner Museen, Geheimrat Woldemar von Seidlitz stand. Sie beabsichtigten an der Internationalen Kunstausstellung in Dresden, die für das Jahr 1897 bevorstand, im Ausstellungspalast eine Abteilung kunstgewerblicher und kunstindustrieller Erzeugnisse angegliedert werden sollte.
Durch diese Neuerung wollte man auch das deutsche Publikum über die Erneuerungsbestrebungen auf dem Gebiet des Kunstgewerbes und über die Tendenzen zur Hebung des künstlerischen Niveaus der industriellen Künste informieren. Die in Paris für Bing entworfenen und geschaffenen vier Zimmer von Henry van de Velde sollten in Dresden wieder aufgestellt werden. Zusätzlich sollte er einen großen ‘Ruheraum’ für die Besucher schaffen. Für Constantin Meunier wurden zwei große Säle für eine Gesamtschau seines Schaffens zur Verfügung. Die Ausstellung wurde zum großen Erfolg.
Von Seidlitz war auch mäzenatisch tätig, förderte die Dresdner Museen durch Gemäldeschenkungen und gründete zahlreiche Stiftungen. Von Seidlitz starb 1922 und wurde auf dem Johannisfriedhof in Dresden beigesetzt.

## Veröffentlichungen (Auswahl)
- Allgemeines historisches Porträtwerk, 6 Bände, 1884–1890
- Rembrandts Radierungen, 1894
- Kritische Verzeichnis der Radierungen Rembrandts, 1895
- Geschichte des japanischen Farbenholzschnittes, 1897
- Die Entwickelung der modernen Malerei. Verl.- Anst. und Dr. A.-G., Hamburg 1897 (Digitalisat)
- Woldemar von Seidlitz: Die Kunst im 19. Jahrhundert. In: Wilhelm Spemann (Hrsg.): Spemanns goldenes Buch der Kunst: Eine Hauskunde für Jedermann (= Spemanns Hauskunde). W. Spemann, Berlin & Stuttgart 1904 (Nro. 519–573).
- Leonardo da Vinci, 1909
- Die Kunst in Dresden vom Mittelalter bis zur Neuzeit, 1920–1922
- Friedrich der Große. Gedanken und Erinnerungen